# Orthoscuticella intermedia
Orthoscuticella intermedia är en mossdjursart som först beskrevs av William MacGillivray 1869.  Orthoscuticella intermedia ingår i släktet Orthoscuticella och familjen Catenicellidae. Inga underarter finns listade i Catalogue of Life.